# Богдан, Иван
Иван Богдан (укр. Іван Богдан, пол. Jan Bogdan, англ. Ivan Bohdan, также известен как Лаврентий Богун укр. Лаврентій Богун, пол. Ławrientij Bohun, англ. Lavrentiy Bohun) — первый известный выходец с Украины в Северной Америке.

## Биография
В украинской диаспоре США считается первым украинцем, ступившим на землю Северной Америки. В честь этого планировалось выпустить в 1970-е годы в США почтовую марку, но этому помешало сопротивление польской диаспоры.

В польской же историографии считается поляком из Гданьска, либо кашубом.
1 октября 1608 года прибыл в Джеймстаун (Северная Виргиния) из Европы на английском корабле «Мария и Маргарита» (англ. Mary and Margaret). Факт прибытия, нанятых в Англии польских и голландских мастеров зафиксирован в книге Джона Смита «Правдивые странствия, приключения и наблюдения капитана Джона Смита в Европе, Азии, Африке и Америке с 1593 по 1629 г. от Р. Х.» (англ. The True Travels, Adventures and Observations of Captain John Smith, in Europe, Asia, Africke, and America: beginning about the yeere 1593, and continued to this present 1629) (1630). Богдан встретил капитана Смита в то время, когда последний был взят в плен турками, и бежал из тюрьмы через Украину, Румынию, Венгрию и другие страны.
Иван Богдан был врачом или корабельным плотником, хорошо разбирался в производстве стекла и дёгтя — очень ценной тогдашней мануфактуры. Возможно, поэтому первый за океаном стеклянный плавильный завод (гута) был основан именно в Джеймстауне.
В 1609 году вернулся в Европу и женился на своей невесте Анне, в 1610 году вновь вернулся с семьей в Джеймстаун.
В июне 1619 года группа европейских работников, среди которых был Иван Богдан, организовала первую в Джеймстауне забастовку, требуя от местных властей, чтобы их зарегистрировали как полноправных граждан города и уравняли в гражданских правах с англичанами. Новообразованная Палата горожан (англ. House of Burgesses) Джеймстауна требования бастующих удовлетворила. В судебной книге Лондонской виргинской компании содержится запись от 21 июля 1619 года:

По некоторым спорам с поляками, проживающими в штате Виргиния, было решено, что им нужно предоставить избирательные права, как и прочим свободным жителям. И потому что их умение в производстве смолы, дёгтя и мыла не должно принадлежать только им, решено, что часть юношей должна поступить к ним в обучение их знаниям и умениям на благо страны в будущем.
Оригинальный текст (англ.)Upon some dispute of the Polonians resident in Virginia, it was now agreed that they shalbe enfranchized, and made as free as any inhabitant there whatsoever: And because their skill in making pitch & tarr and sope-ashees shall not dye wth them, it is agreed that some young men, shalbe put unto them to learne their skill & knowledge therein for the benefitt of the Country hereafter.

Дальнейшая судьба Ивана Богдана неизвестна.

## Память
- В 1976 году Украинский конгрессовый комитет в Чикаго инициировал выпуск почтовой марки с предполагаемым портретом Ивана Богдана.
- В 2008 году в Коломые в честь 400-летия трудовой эмиграции украинцев в Америку открыли памятную доску Ивану Богдану, первому представителю Украины в Новом Свете[8].